# Titanic (comédie musicale)
Pour les articles homonymes, voir Titanic.
Titanic est une comédie musicale de 1997 basée sur l'histoire du RMS Titanic. La musique et les paroles sont signées Maury Yeston et le livret est écrit par Peter Stone. L'œuvre a remporté cinq Tony Awards, dont celui de la meilleure comédie musicale. 

## Synopsis

### Prologue:The Launching
L'architecte du Titanic, Thomas Andrews, s'émerveille devant les progrès accomplis par l'Homme (In Every Age). A ses yeux, son navire constitue le dernier exploit en date de l'Humanité, une révolution longtemps jugée impossible.
Le chauffeur Fred Barrett arrive au quai de Southampton et contemple à son tour le paquebot (How Did They Build Titanic?). Il est rejoint par la vigie Frederick Fleet et l'opérateur radio Harold Bride ; tous regardent avec admiration ce paquebot de rêve (There She Is). L'équipage et le personnel se manifestent tour à tour.
J. Bruce Ismay, Andrews et Edward John Smith se félicitent d'être respectivement le propriétaire, l'architecte et le capitaine du Titanic (The Largest Floating Object in The World).
Les passagers du navire arrivent ; ceux de seconde et troisième classes se sentent privilégiés d'être à bord de ce voyage inaugural (I Must Get On That Ship). Les voyageurs de première classe se présentent à leur tour ; leurs noms et leurs occupations sont énumérés par une passagère de seconde classe envieuse de leur statut social, Alice Beane (The First Class Roster).
Le Titanic débute son voyage et tous lui souhaite une belle traversée (Godspeed Titanic).

### Acte 1
Le Titanic est maintenant en mer.
Ismay arrive sur le pont pour informer Smith de son grand projet : faire arriver le navire à New York le mardi après-midi et non le mercredi matin, créant un évènement médiatique. L'idée déplaît à Andrews, lequel souhaite privilégier la sécurité. Le temps s'avérant clément et dégagé, Smith se permet d'augmenter légèrement la vitesse. Barrett, dans la chaufferie, désapprouve cet ordre mais doit néanmoins s'exécuter (Barrett's Song).
Au fur et à mesure que le voyage se poursuit, Ismay exige que le Titanic aille de plus en plus vite, afin que le navire puisse se forger une réputation solide. Smith s'exécute malgré les objections et les avertissements d'Andrews ; l'architecte pointe la présence d'icebergs sur leur trajet sans que ses arguments ne soient entendus.
En seconde classe, Alice Beane aspire à la grandeur de la première classe, tandis que son mari Edgar, propriétaire d'une quincaillerie prospère, se contente de leur statut. Charles Clarke, lui, espère devenir journaliste en Amérique ; le jeune homme est accompagné par sa fiancée, Caroline Neville. En sa compagnie, cette dernière a fui l'Angleterre et son père, un homme sévère qui réprouve leur union.
Pendant ce temps, en première classe, les géants de l'industrie s'entretiennent sur les progrès récents de l'Homme, dont le Titanic est devenu l'emblème (What A Remarkable Age This Is).
Sur la passerelle, Smith salue les qualités du premier officier Murdoch : il le croit prêt à devenir capitaine mais Murdoch estime qu'il ne peut pas encore assumer les responsabilités d'un tel poste (To Be a Captain).
Du côté de l'entrepont, trois femmes irlandaises (Kate McGowan, Kate Murphey et Kate Mullins), discutent de leurs envies et de leurs ambitions. Tout comme les passagers de troisième classe, elles rêvent des opportunités qui les attendent en Amérique (Lady's Maid). L'une d'entre elles, la volcanique Kate McGowan, a jeté son dévolu sur un voyageur. Ce dernier, charmant et solaire, se prénomme Jim Farrell. D'abord amusé par la franchise décomplexée de Kate McGowan, Farrell n'est finalement pas si indifférent à la belle.
Dans sa salle d'opérateur radio, Bride est submergé par les demandes personnelles. Tous les passagers ont de nombreux messages à envoyer et le jeune homme est quelque peu dépassé. Bride, néanmoins, trouve le temps d'organiser la demande en mariage de Barrett, prêt à épouser sa petite amie lors de leurs retrouvailles futures (The Proposal / The Night Was Alive).
Le dimanche matin, la première classe assiste aux offices religieux (God Lift Me Up) puis danse sur le pont sur The Latest Rag. Alice Beane réussit à s'infiltrer parmi eux, même si un steward attentif la repère à plusieurs reprises. Edgar la retrouve et la confronte. Le couple se dispute alors sur leurs besoins respectifs (I Have Danced).
À l'approche du soir, la température baisse et les conditions météorologiques rendent la visibilité difficile (No Moon).
Sur le pont, Kate McGowan et Farrell s'entretiennent. Bien qu'éprise de Farrell, elle lui avoue qu'elle doit se fiancer rapidement puisqu'elle est déjà enceinte, qui plus est d'un homme marié. A sa grande surprise, Farrell accepte de l'épouser et d'assumer l'enfant. Un couple de passagers âgés, Isidor et Ida Straus, discute de leurs projets pour les années à venir. De son côté, Charlotte Drake Cardoza scandalise les hommes de première classe en les rejoignant dans leur fumoir pour disputer une partie de cartes (Autumn).
Soudain, Fleet distingue un iceberg et lance l'alerte. Murdoch, qui est l'officier supérieur en poste sur la passerelle, prend des mesures pour l'éviter. Mais il est trop tard : le Titanic heurte l'iceberg (Finale Act One).

### Acte 2
Les stewards commencent à réveiller les passagers pour assurer leur sécurité. Ces derniers se montrent confus et le personnel, mal renseigné sur le drame, peine à éclaircir la situation (Wake Up, Wake Up).
Le capitaine Smith arrive sur la passerelle et est informé de la situation. Il ordonne à tous les passagers de mettre un gilet de sauvetage ; il enjoint ensuite Bride à envoyer des SOS et Andrews à inspecter les dégâts. Andrews s'exécute. Il informe Smith et Ismay que les dommages infligés sont supérieurs à ce que le paquebot peut endurer. Le naufrage est inévitable. Andrews leur rappelle qu'il n'y a que suffisamment de canots de sauvetage. Plus de la moitié des personnes à bord sont condamnées d'avance.
Dans le Grand Salon des premières classes, les voyageurs aisés ne comprennent pas à quel point la situation est critique. Ils sont agacés d'être réveillés au milieu de la nuit (Dressed In Your Pyjamas In the Grand Salon). Les membres de l'équipage abondent dans leur sens, leur assurant qu'il n'y a aucune raison de paniquer. Personne n'est conscient du péril, jusqu'à ce qu'un chariot de nourriture se mette à rouler tout seul, montrant l'inclinaison croissante du navire. Tous les passagers et membres d’équipage se précipitent alors rapidement vers les canots de sauvetage.
En troisième classe, Kate Murphey, Kate Mullins, Kate McGowan et Farrell tentent de se frayer un chemin à l'air libre, en vain. Ils sont secourus par Barrett qui leur permet de gagner le pont (The Staircase).
Smith arrive dans la salle d'opérateur radio où Bride l'informe que seul le Carpathia est suffisamment proche pour les aider mais arrivera bien trop tard, après le naufrage du Titanic. Smith, Andrews et Ismay se déchirent sur la responsabilité du désastre (The Blame).
Les femmes et les enfants sont invités à monter dans les embarcations de sauvetage, tandis que les hommes sont obligés de rester sur place (To the Lifeboats).
Murdoch ordonne à Fleet et Barrett de monter dans le dernier canot de sauvetage pour manier les rames. Le chauffeur, qui ne sait pas ramer, laisse le jeune irlandais monter dans le canot à la place. Barrett fait symboliquement ses adieux à sa fiancée tandis que les autres passagers font de même avec leurs proches (We'll Meet Tomorrow).
Le groom informe Smith que tous les canots de sauvetage ont été mis à l'eau et que les passagers restés à bord acceptent leur sort. Murdoch s'entretient ensuite avec son capitaine, affirmant qu'il assume l'entière responsabilité de la catastrophe. Mais Smith ne l'en blâme pas : il déplore la façon dont il a lui-même mené sa carrière sans subir aucun accident, pour finalement l'achever sur un tel drame.
Henry Etches, le steward de première classe, chante une prière (To Be A Captain - Reprise).
Le couple Straus est toujours ensemble, Ida ayant refusé de laisser son époux derrière elle. Ils réaffirment leur amour de longue date et s'apprêtent à affronter la mort main dans la main (Still).
Alors que le capitaine déclare le navire officiellement perdu, Andrews reste dans le fumoir de première classe, obsédé par les plans du Titanic. Le paquebot est finalement happé dans les abysses (Mr. Andrews' Vision).
Au petit matin, les survivants sont secourus par le Carpathia. Beaucoup racontent la tragédie du Titanic, pleurant sur le drame et ses pertes. Bride et Ismay, ainsi que plusieurs rescapés, discutent des solutions qui auraient pu être mise en œuvre pour empêcher le désastre (The Foundering).
Enfin, les survivants expriment l'espoir de retrouver un jour leurs proches perdus et leurs rêves abandonnés (In Every Age / Finale).

## Chansons

### Acte 1
1. Overture – Orchestre
2. Prologue: In Every Age – Andrews
3. The Launching: How Did They Build Titanic? – Barrett
4. The Launching: Fare-thee-well – Barrett, Bride et Fleet
5. The Launching: There She Is – Barrett, Bride, Fleet, Hartley, les marins, chauffeur, Stevedore, Pitman, Lightholler, Hitchens, Murdoch, Smith, Groom, Ensemble
6. The Launching: The Largest Floating Object in The World – Ismay, Andrews et Smith
7. The Launching: I Must Get On That Ship – Pitman, Kate McGowan, Kate Mullins, Kate Murphey, Charles, Edgar, Caroline, Alice, Ensemble
8. The Launching: The First Class Roster – Pitman et Alice
9. The Launching: Godspeed Titanic – Pitman et la compagnie
10. Barrett's Song (The screws are turning) – Barrett
11. What A Remarkable Age This Is – Etches, les passagers de 1ère classe, les domestiques
12. To Be A Captain – Murdoch
13. Lady's Maid – Kate McGowan, Kate Mullins, Kate Murphey, Ensemble
14. The Proposal / The Night Was Alive – Barrett et Bride
15. God Lift Me Up (Hymn) – les passagers de 1ère classe
16. Doing The Latest Rag – Hartley, Bricoux, Taylor, Ensemble
17. I Have Danced – Alice et Edgar
18. No Moon – Fleet et la compagnie
19. Autumn – Hartley
20. Finale Act One – Compagnie

### Acte 2
1. Entr'acte – Orchestra
2. Wake Up, Wake Up! – Etches, Stewards, les passagers des 1ère, 2nde et 3ème classes
3. Dressed In Your Pyjamas In the Grand Salon – Compagnie
4. The Staircase – Les trois Kate, Farrell, Barrett
5. The Blame – Ismay, Andrews et Smith
6. To the Lifeboats – Compagnie
7. We'll Meet Tomorrow – Barrett, Clarke et Compagnie
8. To Be A Captain (Reprise) – Etches
9. Still – Ida et Isidor
10. Mr. Andrews' Vision – Andrews
11. The Foundering – Bride et les survivants
12. Finale : In Every Age / Godspeed, Titanic (Reprise) – Compagnie

## Orchestration
En plus des quarante-trois interprètes évoluant sur scène, Jonathan Tunick a orchestré la partition de Yeston pour vingt-six musiciens. Pour l'album original, l'orchestre compte trente-huit musiciens.
- Cordes : 6 violons, 2 altos, 2 violoncelles, 1 contrebasse
- Cuivres : 2 trompettes, 2 cors, 2 trombones
- Claviers : 2 claviers synthétiseurs
- Bois : 
  - Anche 1 : flûte, clarinette en Sib, piccolo, flûte alto
  - Anche 2 : hautbois, cor anglais
  - Anche 3 : clarinette
  - Anche 4 : flûte, clarinette
  - Anche 5 : basson et clarinette contrebasse
- Percussion : timbales, cloches tubulaires, xylophone, grosse caisse, caisse claire, cymbales

## Protagonistes et interprètes
| Personnage                                                     | Broadway           | Première tournée américaine | Première distribution néerlandaise     | Première distribution allemande | Première distribution japonaise | Tournée britannique |
| Personnage                                                     | 1997               | 1999                        | 2001                                   | 2002                            | 2007                            | 2023                |
| -------------------------------------------------------------- | ------------------ | --------------------------- | -------------------------------------- | ------------------------------- | ------------------------------- | ------------------- |
| Équipage et personnel à bord du RMS Titanic                    |                    |                             |                                        |                                 |                                 |                     |
| Capitaine E. J. Smith                                          | John Cunningham    | William Parry               | Bert Simhoffer Bob van Tol             | Michael Flöth                   | Akira Takarada                  | Graham Bickley      |
| 1er Officier William Murdoch                                   | David Costabile    | David Pittu                 | Jeroen van Delft                       | Wolfgang Höltzel                | Hiroki Okada                    | Billy Roberts       |
| 2nd Officier Charles Lightoller                                | John Bolton        | John Leone                  | Willem Alink                           | /                               | /                               | Jack North          |
| 3ème Officier Herbert J. Pitman                                | Matthew Bennett    | Raymond Sage                | Paul Donkers                           | Heiko Stang                     | /                               | Barnaby Hughes      |
| 4ème Officier Joseph Boxhall                                   | Andy Taylor        | Ken Triwush                 | Johan Sips                             | /                               | /                               | Paul Kemble         |
| Ingénieur en chef Joseph Bell                                  | Ted Sperling       | Bruce Thompson              | Benno Hoogveld Christophe Haddad       | /                               | /                               | Danny Michaels      |
| Opérateur radio Harold Bride                                   | Martin Moran       | Dale Sandish                | Dick Cohen Barend van Zon              | Jens Janke                      | Suzuki Soma                     | Alastair Hill       |
| Vigie Frederick Fleet                                          | David Elder        | Timothy J. Alex             | Barend van Zon Ron Barents             | /                               | /                               | Sam Brown           |
| Chauffeur Frederick Barrett                                    | Brian d’Arcy James | Brian d’Arcy James          | Danny de Munk                          | Patrick Stanke                  | Kōjirō Oka                      | Adam Filipe         |
| Intendant Robert Hichens                                       | Adam Alexi-Malle   | Matthew Yang King           | Rinze Wolters Peter Ravensberg         | /                               | /                               | /                   |
| Chef de cabine Henry Etches                                    | Allan Corduner     | Edward Conery               | Jon van Eerd                           | /                               | Takashi Fujiki                  | Barnaby Hughes      |
| Hôtesse Hutchinson                                             | Stephanie Park     | Jennifer Waldman            | Vannessa Timmermans                    | /                               | /                               | Catherine Digges    |
| Hôtesse Robinson                                               | Michele Ragusa     | Kristi Barber               | /                                      | /                               | /                               | Abi Hudson          |
| Groom                                                          | Mara Stephens      | Rebecca Lowman              | Rutger Bulsing Erwin Aarts             | /                               | /                               | Joseph Peacock      |
| Chef d'orchestre Wallace Hartley                               | Ted Sperling       | Bruce Thompson              | Benno Hoogveld Christophe Haddad       | /                               | Kenkichi Hamahata               | Joseph Peacock      |
| Musicien Bricoux                                               | Adam Alexi-Malle   | Matthew Yang King           | /                                      | /                               | /                               | /                   |
| Musicien Taylor                                                | Andy Taylor        |                             | /                                      | /                               | /                               | /                   |
| 1ère Classe                                                    |                    |                             |                                        |                                 |                                 |                     |
| Joseph Bruce Ismay, président de la White Star Line            | David Garrison     | Adam Heller                 | Hugo Haenen Marc Krone                 | Robin Brosch                    | Kenya Osumi                     | Martin Allanson     |
| Thomas Andrews, architecte du navire                           | Michael Cerveris   | Kevin Gray                  | Tony Neef                              | Carsten Lepper                  | Mitsuru Matsuoka                | Ian McLarnon        |
| John Jacob Astor                                               | William Youmans    | Rob Donohoe                 | Jochem Feste Roozemond Jorge Verkroost | /                               | /                               | /                   |
| Madeline Astor                                                 | Lisa Datz          | Joann Merhaut               | Micha Verwoert                         | /                               | /                               | /                   |
| Mme. Aubert                                                    | Kimberly Hester    | Carole Denise               | Casey Francisco                        | /                               | /                               | /                   |
| Charlotte Drake Cardoza (inspirée par Charlotte Drake Cardeza) | Becky Ann Baker    | Margo Skinner               | Corine van Opstal Suzanne Heijne       | Masha Karell                    | /                               | /                   |
| Edith Corse Evans                                              | Mindy Cooper       | Sarah Solie Shannon         | /                                      | /                               | /                               | /                   |
| Benjamin Guggenheim                                            | Joseph Kolinski    | Ken Krugman                 | Timo Bakker Marcel Smid                | /                               | /                               | /                   |
| Isidor Straus                                                  | Larry Keith        | S. Marc Jordan              | Dick Schaar                            | Robert Lenkey                   | Akihiko Mitsueda                | David Delve         |
| Ida Straus                                                     | Alma Cuervo        | Tiana Elg                   | Marloes van den Heuvel Gea Gijsbertsen | Marina Edelhagen                | Mary Suwa                       | Valda Aviks         |
| John B. Thayer                                                 | Michael Mulheren   | Bob Lauder Jr.              | Ron Barents Ron ten Haaf               | /                               | /                               | /                   |
| Jack Thayer                                                    | Charles McAteer    | Kristi Barber               | /                                      | /                               | /                               | /                   |
| Marian Thayer                                                  | Robin Irwin        | Stacie James                | Annemieke van der Ploeg Christa Hobo   | /                               | /                               | /                   |
| George Widener                                                 | Henry Stram        | Michael Shelle              | Sébastien Zafarana                     | /                               | /                               | /                   |
| Eleanor Widener                                                | Jody Gelb          | Laura Kenyon                | Isabelle Scholte                       | /                               | /                               | /                   |
| J. H. Rogers                                                   | Andy Taylor        | Ken Triwush                 | Johan Sips                             | /                               | /                               | /                   |
| Le Major                                                       | Matthew Bennett    | Raymond Sage                | /                                      | /                               | /                               | /                   |
| 2nde Classe                                                    |                    |                             |                                        |                                 |                                 |                     |
| Edgar Beane (inspiré par Edward Beane)                         | Bill Buell         | David Beditz                | Istvan Hitzelberger Rob ten Haaf       | Martin T.Haberger               | /                               | James Darch         |
| Alice Beane (inspirée par Ethel Beane)                         | Victoria Clark     | Liz McConahay               | Annick Boer                            | /                               | Hiroko Moriguchi                | Bree Smith          |
| Charles Clarke                                                 | Don Stephenson     | Philip Lehl                 | Robert Besselaar                       | /                               | /                               | Matthew McDonald    |
| Caroline Neville (inspirée par Ada Maria Clarke)               | Judith Blazer      | Christianne Tisdale         | Karine Mertens                         | /                               | /                               | Emma Harrold        |
| 3ème Classe                                                    |                    |                             |                                        |                                 |                                 |                     |
| Kate McGowan (inspirée par Kate "Katie" Gilnagh)               | Jennifer Piech     | Melissa Bell                | Céline Purcell Janine Kitzen           | Jasmin Madwar                   | Jun Shibuki                     | Lucie Mae-Sumner    |
| Kate Murphey (inspirée par Catherine "Kate" Murphy)            | Theresa McCarthy   | Kate Suber                  | Simone Escherich Saskia Schäfer        | /                               | /                               | Emily George        |
| Kate Mullins (inspirée par Catherine "Kate" Mullins)           | Erin Hill          | Jodi Jinks                  | Kristel Klaasen Casey Francisco        | Jessica Kessler                 | /                               | Niamh Long          |
| Jim Farrell (inspiré par James "Jim" Farrell)                  | Clarke Thorell     | Richard Roland              | Hans Lemmen                            | Marius Sverrisson               | Kenji Urai                      | Chris Nevin         |
| A terre                                                        |                    |                             |                                        |                                 |                                 |                     |
| Frank Carlson                                                  | Henry Stram        | Michael Shelle              | /                                      | /                               | /                               | /                   |

## Production
En 1985, la découverte de l'épave du RMS Titanic suscite l'intérêt du compositeur et parolier Maury Yeston : « Ce qui m'a attiré [sur le Titanic], ce sont les aspects positifs qu'incarnait le navire : 1) la quête de l'humanité pour de grandes œuvres artistiques et des prouesses technologiques similaires, malgré la possibilité d'un échec tragique, et 2) les rêves des passagers à bord [...] » ; à son sens, il tient là : « le potentiel d'une grande expression émotionnelle et musicale sur scène ».
Plus d'une décennie s'écoule avant qu'il ne concrétise le projet aux côtés du librettiste Peter Stone. La comédie musicale Titanic, inspirée du célèbre drame maritime, est ainsi montée en 1997. Le coût élevé du décor rend impossible les essais traditionnels du spectacle à l'extérieur de la ville. Les avant-premières débutent au Lunt-Fontanne Theatre, à Broadway, avec divers problèmes techniques. Ces failles sont surmontées dès la soirée d'ouverture. La comédie musicale sort ironiquement en même temps que le blockbuster de James Cameron.
Le spectacle est tièdement accueilli par la critique mais s'avère au final un succès : il cumule 804 représentations et 26 avant-premières, plusieurs tournées en Amérique étendues sur trois ans et diverses productions internationales, notamment au Royaume-Uni, au Japon, en Corée du Sud, en Chine, en Australie, en Allemagne, aux Pays-Bas, en Belgique ou encore en Hongrie,. Il est également primé à plusieurs reprises.

## Différences historiques[3]
Si le sort de nombreux personnages correspond à la réalité historique, d'autres ont vu leur dénouement altéré pour les besoins scénaristiques.
Ainsi, Jim Farrell survit au naufrage et est libre de vivre son amour avec Kate McGowan. Le véritable Farrell est mort héroïquement lors du naufrage après avoir aidé plusieurs femmes à accéder aux canots. Kate McGowan est d'ailleurs une protagoniste fictive, inspirée à la fois de Kate McGowan (qui périt lors du naufrage) et de la survivante Kate Gilnagh.
Kate Mullins, à l'inverse, meurt à la fin du show alors que son alter-ego historique a survécu. Il en va de même pour Kate Murphey.
Le destin de Frederick Barrett reste incertain : quand bien même le chauffeur a survécu au naufrage, rien n'indique qu'il soit toujours en vie à la fin du spectacle.
Contrairement à une légende tenace reprise ici, William Murdoch ne s'est pas suicidé.

## Récompenses
Titanic cumule cinq récompenses lors de la 51e cérémonie des Tony Awards :
- Meilleur comédie musicale
- Meilleur livret de comédie musicale pour Peter Stone
- Meilleure partition originale pour Maury Yeston
- Meilleurs décors pour Stewart Laing
- Meilleure orchestration pour Jonathan Tunick

Il remporte également un Drama Desk Award dans la catégorie Outstanding Orchestrations.